# Antonio Osta
Antonio Osta Vázquez (Cardona, Soriano, 6 de diciembre de 1976 - México, 6 de agosto de 2017) fue un culturista uruguayo, campeón mundial amateur en Rusia 2006 y campeón mundial profesional WFF-WBBF en Lituania 2008.

## Biografía
Nació en Cardona, departamento de Soriano, donde cursó estudios primarios y secundarios. A los diez años comenzó a realizar ejercicios de culturismo con un gimnasio improvisado en su casa, a partir de revistas sobre el tema. Con 17 años, después de practicar artes marciales y rugby, se dedicó al entrenamiento metódico en gimnasio y a la halterofilia, sobre todo a partir de su asistencia a una competencia de culturismo en Montevideo, donde residía por motivos de estudio.
En 1993 obtuvo el tercer puesto en la categoría juvenil del campeonato nacional. Al año siguiente y con veinte años fue campeón nacional juvenil. En 1995 fue campeón nacional en la categoría hasta 90 kilos y fue seleccionado para el Campeonato Iberoamericano en Bolivia. Con 98 kilos logró en 1996 el campeonato nacional de pesos pesados. Después de un paréntesis de tres años regresó a los escenarios para competir a nivel internacional. En 2000 realizó una exhibición y fue juez del Iron Man en Trujillo, Perú.
Se retiró de las competencias durante tres años y regresó para competir sobre todo en Argentina. En 2001 fue campeón metropolitano y bonaerense en Argentina y campeón nacional de pesos pesados en Uruguay. En 2002 fue campeón nacional en categoría extranjeros, vicecampeón Muscle-Manía Estados Unidos en la categoría peso pesado, ambos torneos disputados en Argentina. En 2003 fue campeón absoluto de campeones en la copa Gualeguay, campeón absoluto, campeón de campeones y ganador absoluto del Grand Prix de campeones internacionales, Copa Saturn, en Argentina. En 2004 obtuvo el campeonato del Mercosur, en la categoría superpesados de más de 100 k. En 2005 ganó la Copa Fitness Alive Classic de Monica Brant por lo que clasificó para el mundial de la National Amateur Body-Builders' Association (NABBA), disputado en Natal (Brasil), donde obtuvo el séptimo puesto. 
En 2006 fue primero en la Copa Alive en Buenos Aires y clasificó para el campeonato mundial de la WFF Internacional, en Tver, Rusia, donde el 11 de noviembre fue campeón mundial en la categoría Overall y alcanzó el primer lugar. En abril de 2007 se radicó en México, el 17 de noviembre debutó como profesional y logró el vicecampeonato mundial profesional por la WFF-WBBF. En noviembre de 2008 fue campeón mundial profesional WFF-WBBF en Lituania. En ese momento pesaba 130 kilos. En noviembre de 2010 fue campeón de campeones del campeonato argentino.
Su objetivo era competir en el Mister Olympia pero una afección renal le impidió continuar en competencia. Además, en 2014 sufrió un grave accidente automovilístico junto a su padre, que lo mantuvo alejado de los entrenamientos durante mucho tiempo.
Coprotagonizó la película Clever (2015), junto a Hugo Piccinini, dirigida por Federico Borgia y Guillermo Madeiro. También era pianista autodidacta.
Falleció en México debido a la insuficiencia renal que lo aquejó durante años. No recibió asistencia médica pues no había viajado con seguro de salud. Había viajado a México a participar en un congreso sobre inteligencia y salud en el uso de farmacología deportiva, uno de sus principales temas de interés.
Al momento de su fallecimiento los directores de Clever preparaban El campeón del mundo, una película documental con la que se buscaba mostrar el impacto del diagnóstico clínico, de daño renal con riesgo de muerte, que obligó a Osta a retirarse del culturismo. El documental se estrenó en octubre de 2019.